# 玉树野决明
玉树野决明（学名：Thermopsis yushuensis）为豆科野决明属下的一个种。